# Sapatênis
Sapatênis é um tipo de calçado que une a seriedade do sapato social, com o despojamento de um tênis. Caracteriza-se por ser sempre fechado e sem entressola.
Começou a ser fabricado e comercializado no final do século XX, e a ter mais destaque no início do século XXI. A palavra é um neologismo proveniente da sobreposição dos vocábulos “sapato” e “tênis”.
Do sapato social o sapatênis herdou o formato, e do tênis a informalidade. Como via de regra, traz solado sintético e corpo em couro, nobuk, camurça ou lona. O resultado é um calçado moderno, originalmente masculino mas produzido também nas versões feminina e unissex.